# Takeo Abe
Takeo Abe est un malacologiste japonais, né en 1909 et mort en 1978. C’est un spécialiste des Opisthobranchia.

## Liste partielle des publications
- 1964 : Opisthobranchia of Toyama Bay and adjacent waters, collected and figured mainly by the members of the Biological Club, Takaoka Senior High School, Toyama Pref., ix + 99 pp., 36 pls. Hokuryu-kan, Tokyo.
- 1952 : avec Kikutarô Baba (1905-2001), Notes on the opisthobranch fauna of Toyama bay, western coast of middle Japan. Saishu to Shiiku 14 (9) : 260-266. [en japonais].
- 1966 : List of the Opisthobranchia from Toyama Bay and vicinity. Biology Club Takaoka Senior High School, Toyama Pref. p. 1–13, 1 pl. [en japonais].